# Tove Søby
Tove Goltermann Søby, född 23 januari 1933 i Köpenhamn, är en dansk före detta kanotist.
Søby blev olympisk bronsmedaljör i K-1 500 meter vid sommarspelen 1956 i Melbourne.